# 平額牛
平額牛（學名Bos planifrons）是史前的一種牛。牠們在印度及巴基斯坦的西瓦利克山脈生活。牠們有可能是印度原牛的祖先。其模式標本只有一個頭顱骨。